# Schafpudel
För andra betydelser, se Pudel (olika betydelser).
Schafpudel är en vallhund från Tyskland. Det är en ålderdomlig hundras som inte är erkänd av Fédération Cynologique Internationale (FCI) eller den tyska kennelklubben Verband für das Deutsche Hundewesen (VDH). Den är en av flera varianter av Altdeutsche Hütehunde. Schafpudeln antas vara besläktad med den holländska vallhunden nederlandse schapendoes.